# Klubbmattvävare
Klubbmattvävare (Tallusia experta) är en spindelart som först beskrevs av O. Pickard-Cambridge 1871.  Klubbmattvävare ingår i släktet Tallusia och familjen täckvävarspindlar. Arten är reproducerande i Sverige. Inga underarter finns listade i Catalogue of Life.